# Agustín Pérez Piñango
Agustín Pérez Piñango fue un músico, naturalista, educador, escritor, artista escénico y promotor cultural venezolano.

## Biografía
Nació en Caracas el 20 de enero de 1913 y se traslada a Maracaibo desde 1925, dónde muere el 12 de diciembre de 1989. Participó en diversas agrupaciones de teatro, música y variedades, en la Sinfónica de Maracaibo y la Academia de Música de Maracaibo, entre otros.
Preocupado por preservar el patrimonio cultural e histórico de Venezuela, y especialmente del estado Zulia, escribió ensayos musicales e históricos, biografías, obras teatrales y grabó obras musicales autóctonas.
Fue también un naturalista autodidacta, director del Parque de la Tradición y fundador y director del Instituto de Ciencias Naturales del Estado Zulia (1944-1966) que incluía un  museo de ciencias naturales, jardín zoológico, división de taxidermia, división de herborización y cátedra de ciencias naturales, contribuyendo a la popularización de la ciencia en el occidente de Venezuela.